# Гавриїл (Стеблюченко)
Архієпи́скоп Гавриїл (в миру Юрій Григорович Стеблюченко; 30 червня 1940, Херсон, СРСР — 20 травня 2016, Благовєщенськ, Росія) — єпископ Російської православної церкви на покої; колишній архієпископ Усть-Каменогорський та Семипалатинський.

## Життєпис
Змалку відвідував Свято-Духів собор у Херсоні, за богослужіннями прислужував у вівтарі.
1958  — поступив до Одеської духовної семінарії, потім до Ленінградської духовної академії, яку закінчив у 1966 зі ступенем кандидата богослов'я за наукову роботу «Взаємовідносини Російської та Англіканської Церков у світлі історичної літератури».
15 червня 1966  — пострижений у чернецтво із нареченням імені «Гавриїл» на честь  — Архангела Гавриїла, 19 червня рукопокладений в ієродиякона і призначений на служіння до Спасо-Преображенського собору в місто Виборг.
1966 у серпні  — брав участь в роботі з'їзду християнської молоді в місті Лог'я, Фінляндія.
1967  — входив до складу делегації на урочистостях з нагоди 40-річчя Покровської та Нікольської громади московського патріархату у Гельсінки.
1967  — серпень 1968  — секретар російської духовної місії в Єрусалимі.
1968  — рукопокладений в ієромонаха, нагороджений набедреником і призначений настоятелем Спасо-Преображенського собору у Виборзі.
[19 серпня]] 1971  — нагороджений наперсним хрестом.
22 січня 1972  — призначений настоятелем Троїцького собору у Пскові.
7 квітня 1974  — возведений в сан ігумена і нагороджений палицею.
7 квітня 1975  — призначений намісником Псковсько-Печерського монастиря із возведенням у сан архімандрита.
1978  — Патріарх Пимен віддав наказ про відсторонення архімандрита Гавриїла, та під тиском Ради по справах релігій скасував рішення.

### Архірейство
19 липня 1988  — призначений єпископом Хабаровським та Владивостоцьким.
23 липня 1988  — хіротонія.
31 січня 1991  — тимчасово відсторонений від керівництва єпрахрією. 25 березня звільнений за штат і направлений для повного розкаяння до Псковсько-Печерського монастиря під спостереження місцевого архієрея. Протягом 3 років не дозволено церковне служіння.
21 квітня 1994  — призначений єпископом Благовіщенським та Тиндинським.
28 серпня 1996  — отримав звання почесного громадянина міста Махачкала та Республіки Дагестан.
25 лютого 2003  — возведений у сан архієпископа.
Член Громадської Палати Амурської області.
5 жовтня 2011  — обраний архієпископом Усть-Каменогорським та Семипалатинським (Казанський митрополичий округ).
27 грудня 2011  — за власним проханням пішов на покій.

## Нагороди
Церковні
- орден св. кн. Володимира II ступеня (1974)
- орден прп. Сергія Радонезького ІІ ступеня (1979) та І ступеня (1989), іменна панагія (1982),
- орден св. кн. Даниїла Московського ІІ ступеня (1992);

Світські
- нагороди Новосибірського обласного комітету захисту миру (1975)
- почесна срібна медаль СФМ (1980)
- орден Дружби народів (1996).